# Vedanand Bantooa
Vedanand Bantooa – maurytyjski zapaśnik walczący obu stylach. Zajął czwarte miejsce na mistrzostwach Afryki w 1990, szóste w 1993. Brązowy medalista igrzysk Wysp Oceanu Indyjskiego w 1998 roku.